# 주미스발트
주미스발트(독일어: Sumiswald)는 스위스 베른주 에멘탈구에 있는 자치체이다. 스위스 철도 시계의 제조 장소로 가장 잘 알려져 있다.

## 역사

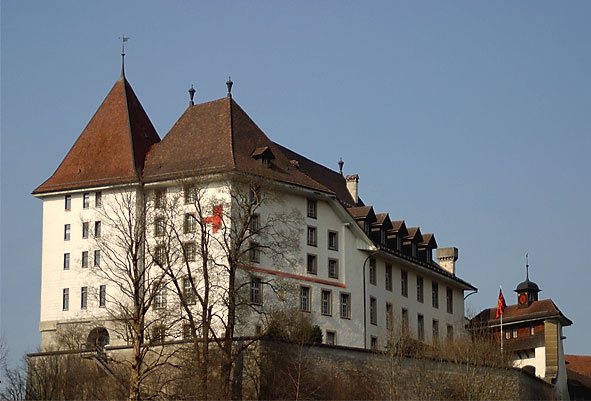
주미스발트성, 이전 튜튼기사단 사령부

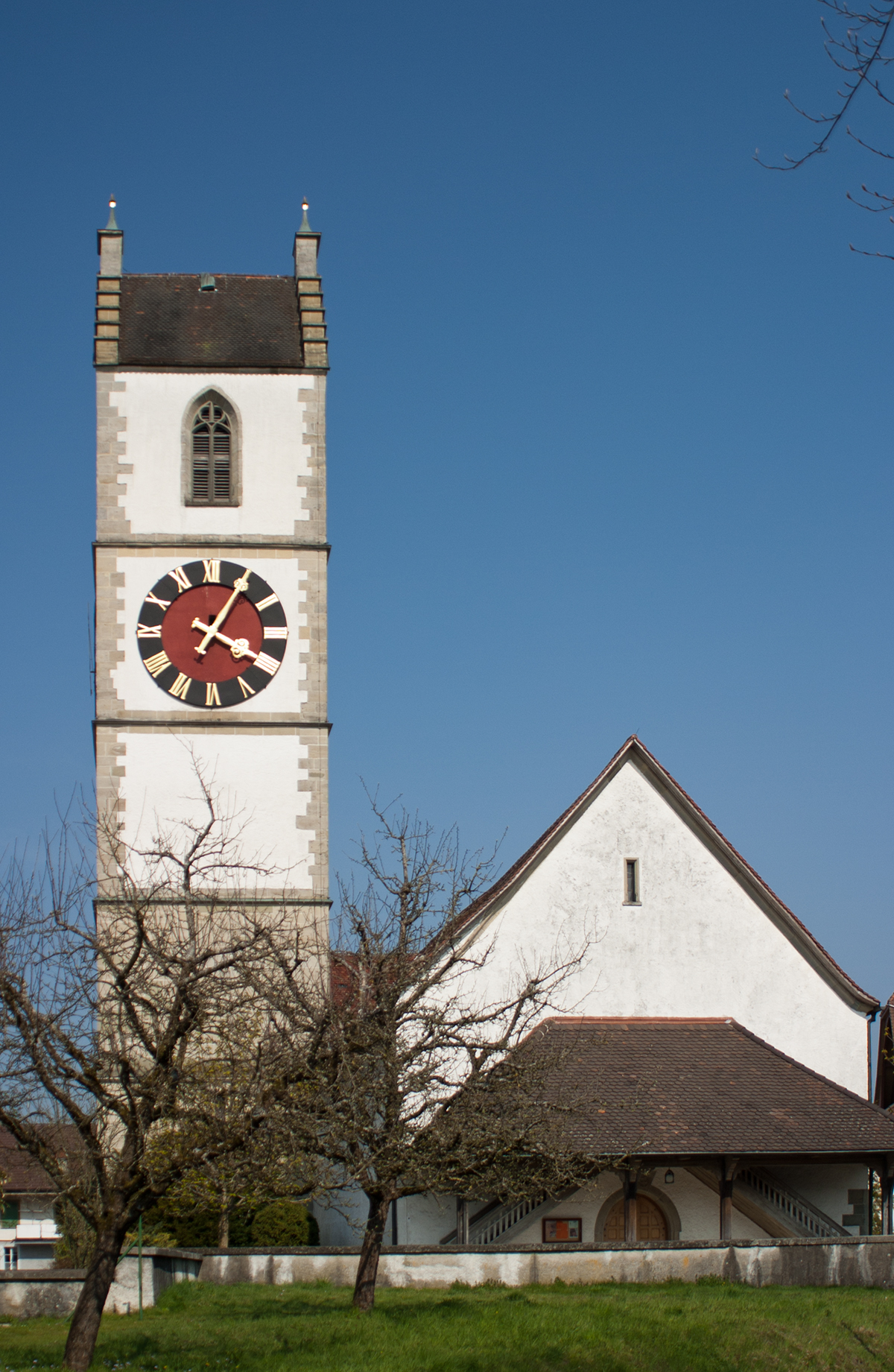
주미스발트 마을 교회, 1510-12에 건립

주미스발트는 1225년에 Smoldeswalt로 처음 언급되었다. 이름은 게르만 정착민 "Suomolt" 또는 라틴어 summa vallis ("계곡 위의 둑")에서 유래했다.
폰 주미스발트 가문은 1135년에 처음 언급되었다. 그들은 아마도 그 지역에서 지금은 사라진 성에서 이름을 따온 것 같다. 가족의 마지막 구성원인 뤼톨트는 주미스발트와 에숄츠마트에 있는 마을, 땅, 교회를 "Ballei" 슈바비아-알자스-부르군디의 튜턴 기사단에게 기증했다. 1525년에 이 도시는 농노제에서 벗어났지만, 1528년에 종교 개혁이 도입된 후에도 튜턴 기사단의 일부로 남았다. 주미스발트는 1698년 36,000 라이히스 탈러에 베른에 매각되었다.
마을 성 마리아 교회는 마을과 함께 1225년에 처음 언급되었다. 오래된 교회는 1510-12년에 새 건물로 교체되었다. 베른이 종교 개혁의 새로운 신앙을 받아들였을 때, 마을은 개종했고, 지자체는 교회에 대한 후원권을 획득했다.
1571년 10월 20일 베른에서 재세례파 확신 때문에 참수된 한스 하슬리바허는 주미스발트 출신이다. 그의 참수는 베른에서 재세례파의 마지막 처형이었다.
마을은 많은 고산 초원으로 둘러싸여 있었고 계절별 고산 목축업은 지역 경제의 중요한 부분이었다. 초원에 대한 소유권과 접근을 통제하는 최초의 계약은 1498년부터이다. 다음 세기에는 방목을 위한 추가 초원을 제공하기 위해 높은 숲의 많은 부분이 개간되었다. 1572년에 지자체는 완전한 삼림 벌채를 방지하기 위해 더 이상의 개간을 제한하는 법률을 통과시켰다. 바바젠, 아이(Ey) 및 그뤼넨의 정착촌은 모두 계절별 소규모 목축 캠프에서 발전했다. 다음 세기에 계곡과 고산 초원의 들판 소유권이 확고히 자리를 잡았고, 부유한 지주 계급과 가난한 장인, 일용 노동자, 소작인 계급이 탄생했다. 가난한 사람들은 소규모로 시작해야 했다.그들의 수입을 보충하기 위해 방적과 직조. 18세기까지 주미스발트(주미스발트)는 털실과 옷감 무역, 말 사육 및 치즈 생산의 중심지였다. 18세기에 시장 마을 이 되려고 했지만 주변의 다른 시장 마을들이 5번이나 시도를 막았다. 마침내 1801년에 주미스발트는 5개의 연례 박람회를 개최할 수 있는 권리를 부여받았다.
1798년 프랑스 침공 이후 주미스발트는 헬베티아 공화국 내 운터에멘탈의 지역 수도가 되었다. 공화국의 붕괴와 1803년 중재법 이후 새로 생성된 트라흐젤발트구에 합류했다. 19세기에 지역의 실과 천 산업은 쇠퇴하고, 악기 제조를 포함한 다른 산업으로 대체되었다. 1875년 에멘탈 도로, 1908년 람자이-후트빌 철도, 1915년 주미스발트-바젠 철도 건설로 새로운 공장과 산업이 지자체에 도입되었다. 오늘날 주미스발트는 주변 마을에서 지자체로 통근하는 근로자와 함께 지역 문화 및 경제 중심지이다. 주미스발트와 바젠에는 중등학교와 요양원이 있다.

## 지리

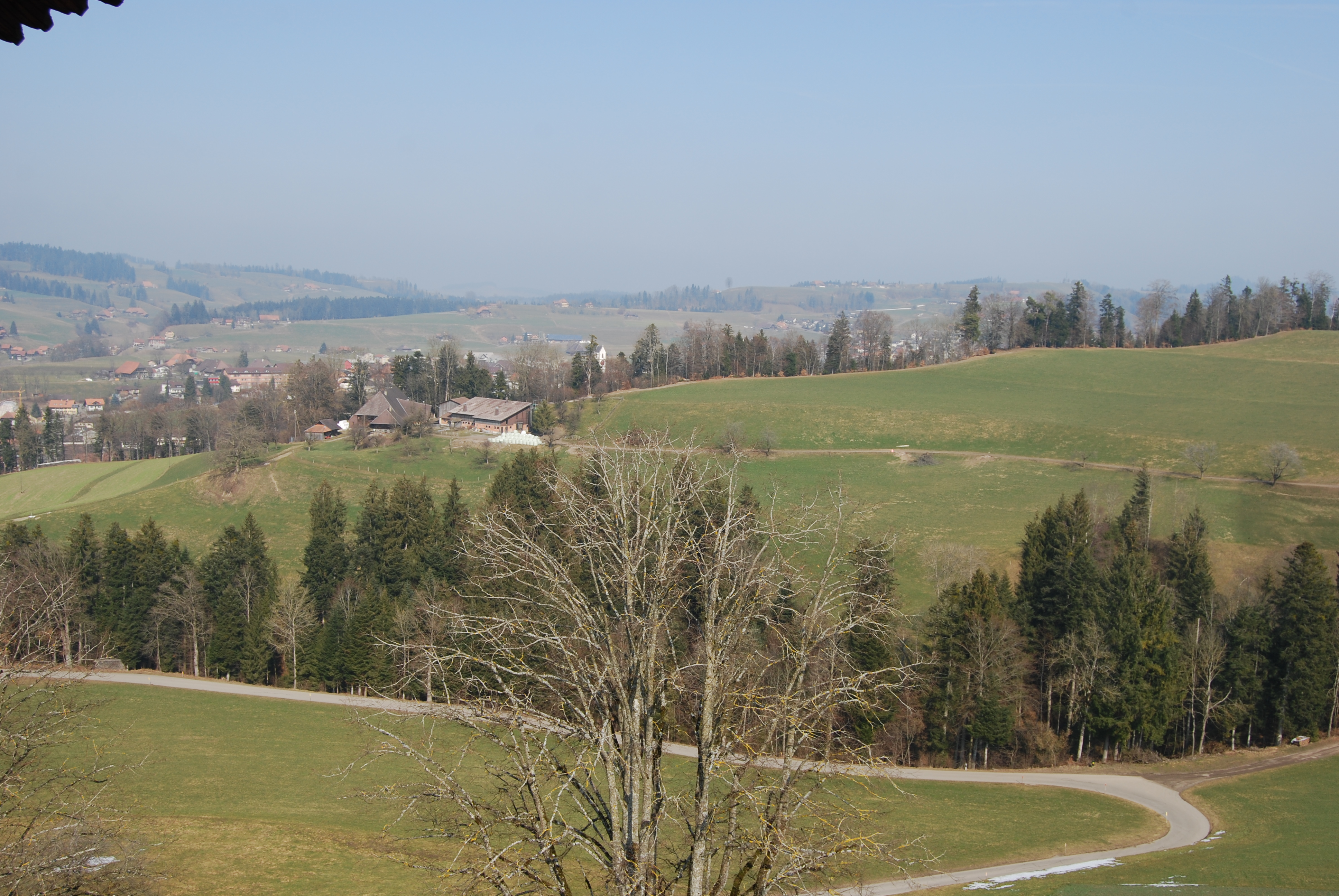
트라흐발트성의 성탑에서 본 주미스발트

주미스발트는 3개의 마을(주미스발트, 그뤼넨 및 바젠), 2개의 작은 마을 (가멘탈 및 그리스바흐), 하부 에멘탈의 흩어져 있는 농가와 고산 초원으로 구성되어 있다. 이곳은 주에서 가장 큰 지자체 중 하나이다.
주미스발트의 면적은 59.34k㎡이다. 2006년 조사에서 총 28.44k㎡ (47.9%)가 농업용으로 사용되고 27.45k㎡ (46.3%)가 산림으로 사용된다. 나머지 시정촌 중 3.05k㎡ (5.1%)가 정착(건물 또는 도로), 0.38k㎡ (0.6%)가 강 또는 호수이며, 0.06k㎡ (0.1%)는 비생산적인 토지이다.
같은 조사에서 주택과 건물이 2.7%, 교통 인프라가 1.7%를 차지했다. 전체 토지 면적의 총 43.4%가 숲이 우거져 있고 2.9%가 과수원이나 작은 나무 군락으로 덮여 있다. 농경지 중 11.3%는 작물 재배에 사용되며, 25.0%는 목초지, 10.9%는 고산 목초지에 사용된다. 시정촌의 모든 물은 흐르는 물이다.
2009년 12월 31일에 시정촌의 이전 구역인 트라흐젤발트구가 해산되었다. 다음 날 2010년 1월 1일에 새로 설립된 에멘탈구에 합류했다.

## 인구통계

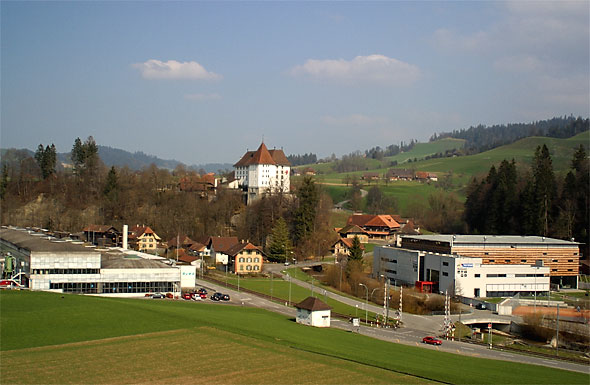
주미스발트 타운, 산업과 고성

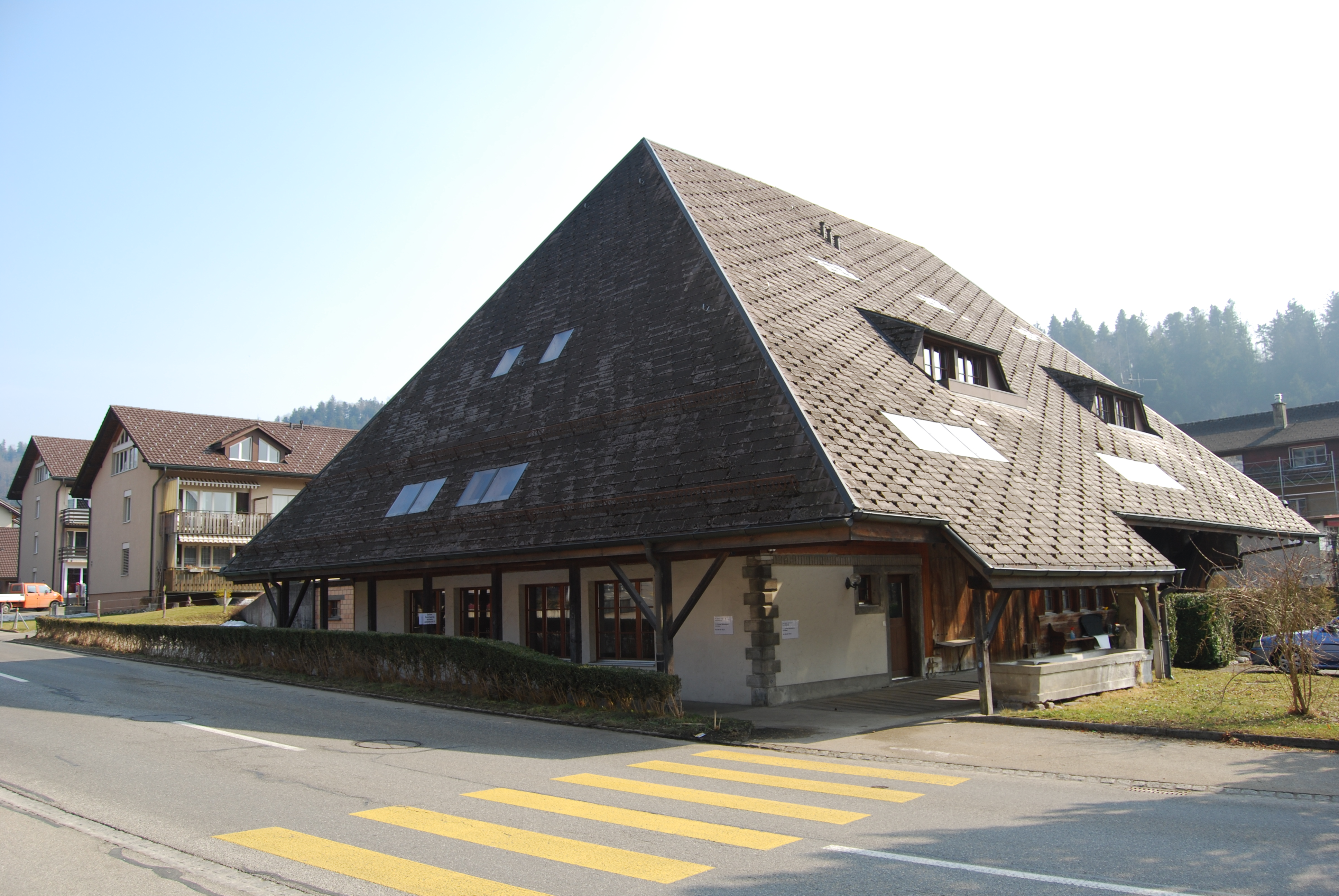
주미스발트 지자체의 그뤼넨 마을

2020년 12월 기준, 주미스발트의 인구는 5,044명이다. 2012년 기준으로 인구의 5.5%가 거주하는 외국인이다. 지난 2년(2010-2012) 사이에 인구는 0.0%의 비율로 변경되었다. 이민은 -0.1%, 출생 및 사망은 -0.4%를 차지했다.
2000년 기준, 인구 대부분인 4,991명(94.0%)이 독일어를 모국어로 사용하고, 알바니아어가 74명(1.4%)으로 두 번째로 많이 사용하며, 세르보크로아티아어가 48명(0.9%)으로 세 번째로 사용된다. 프랑스어를 할 줄 아는 사람이 17명, 이탈리아어를 할 줄 아는 사람이 17명, 로만슈어를 할 줄 아는 사람이 2명 있다.
2013년 기준으로 인구는 남성 49.5%, 여성 50.5%이다. 인구는 2,349명의 스위스 남성(인구의 46.7%)과 140명(2.8%)의 비스위스계 남성으로 구성되었다. 스위스 여성은 2,404명(47.8%), 비스위스계 여성은 137명(2.7%)이었다. 시정촌 인구 중 2,532명(약 47.7%)이 주미스발트에서 태어나 2000년에 그곳에 살았다. 같은 주에서 태어난 사람은 1,745명(32.9%)이었고, 스위스 다른 곳에서 태어난 사람은 410명(7.7%)이었다. 396명(7.5%)이 스위스 이외의 지역에서 태어났다.
2012년 기준으로 아동·청소년(0~19세)이 21.6%, 성인(20~64세)이 59.0%, 노인(64세 이상)이 19.4%를 차지한다.
2000년 기준으로 시정촌에는 미혼이거나, 독신인 사람이 2,300명 있다. 기혼자는 2,453명, 미망인은 396명, 이혼한 사람은 158명이었다.
2010년 기준 1인 가구는 679가구, 5인 이상 가구는 200가구이다. 2000년 기준으로 상시 분양된 아파트는 총 1,983세대(전체의 87.5%)였으며, 비수기 분양 아파트는 166세대(7.3%), 공실은 118세대(5.2%)였다. 2012년 기준 신규주택 건설률은 인구 1000명당 3.2세대이다. 2013년 시정촌 공실률은 0.7%였다. 2012년에 단독 주택은 시정촌 전체 주택의 34.9%를 차지했다.
역사적 인구는 다음 차트에 나와 있다.

## 경제

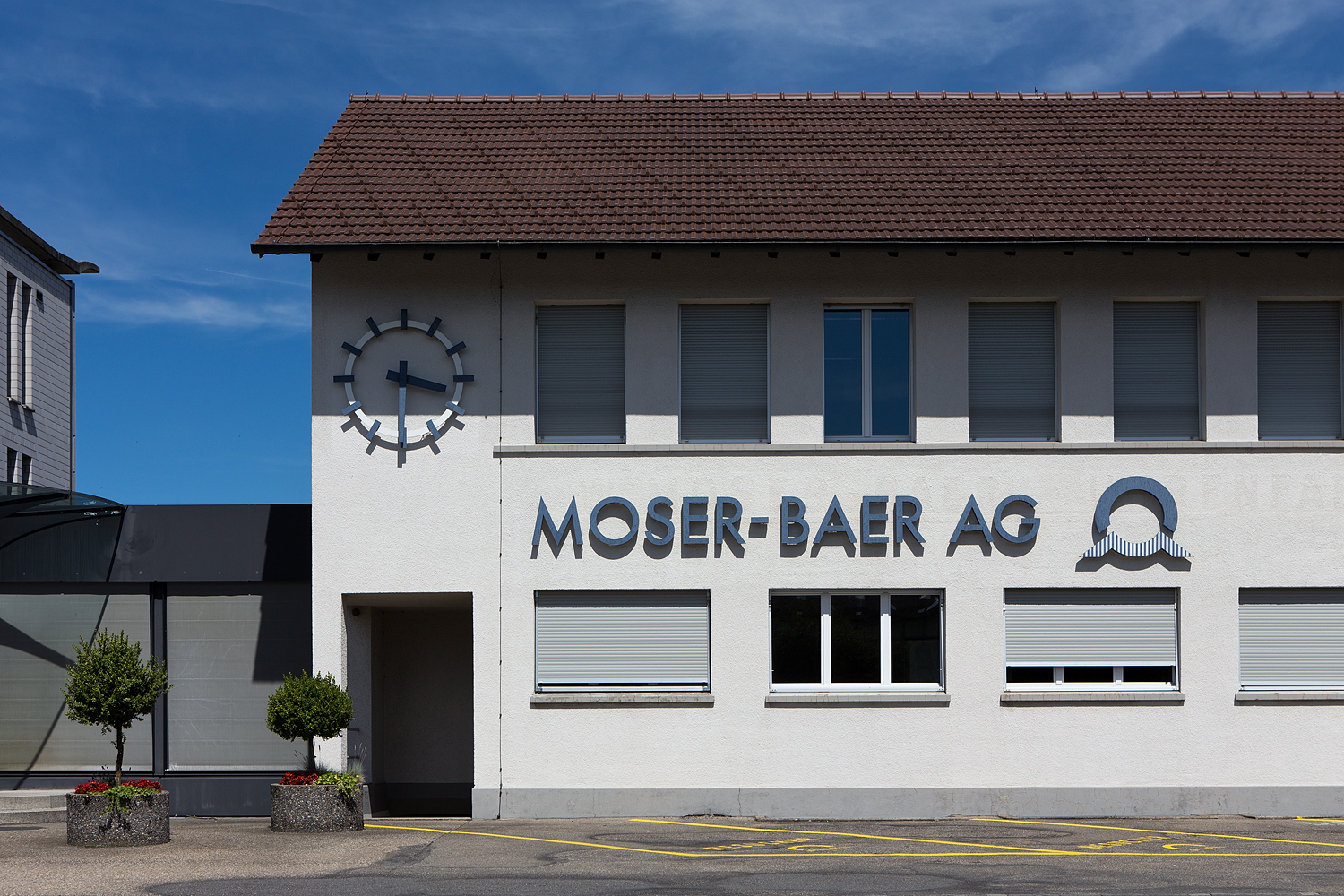
모저-바어 시계 공장

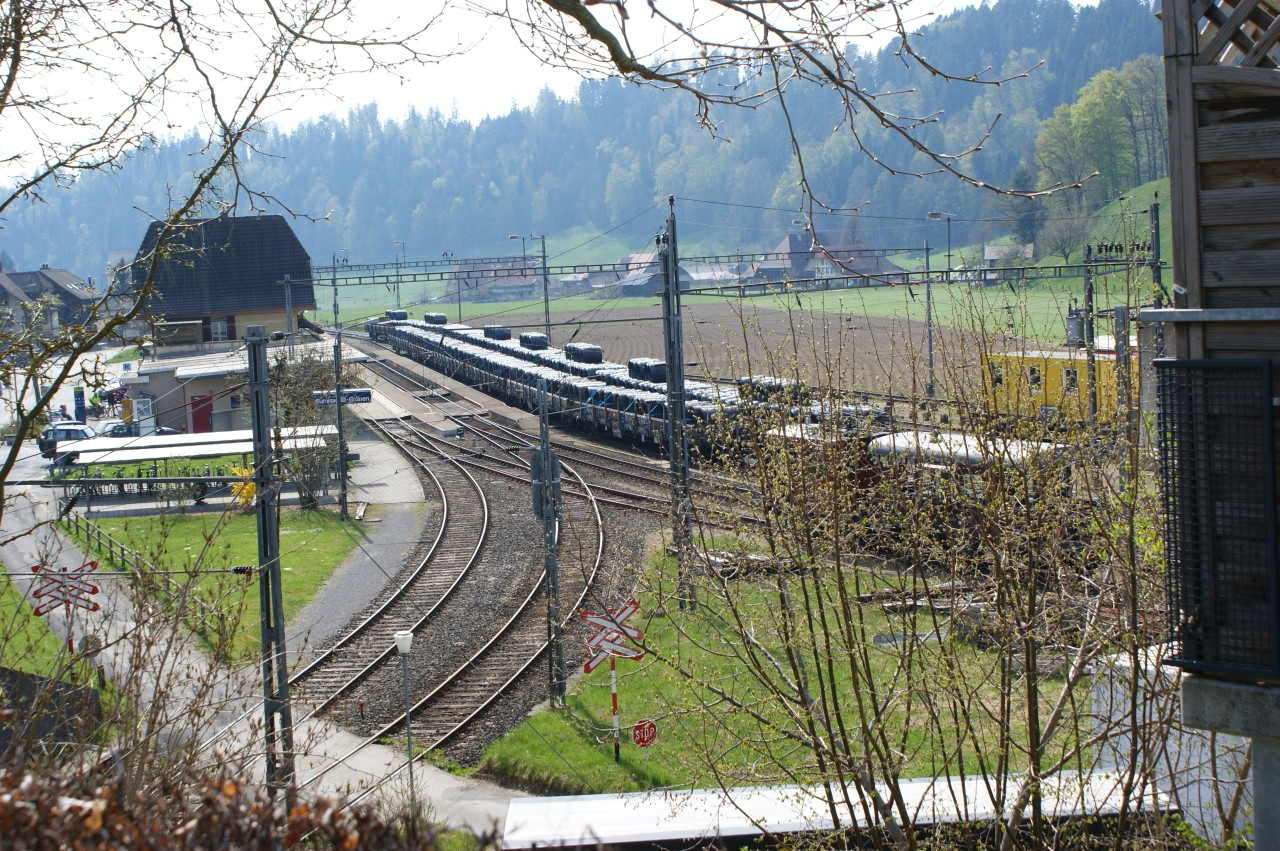
주미스발트-그뤼넨 철도역. 주미스발트는 노동자 순수입 지자체이다

시계 제조업체 모저-바어, 스위스 철도 시계 제조업체는 주미스발트에서 찾을 수 있다.
2011년 현재 주미스발트의 실업률은 1.94%이다. 2011년 기준으로 시정촌에 고용된 사람은 총 2,973명이다. 이 중 1차 경제 부문에 510명이 고용되었고 이 부문에 약 185개 기업이 참여했다. 2 차 부문에는 1,228명의 직원이 있으며, 이 부문에는 93개의 기업이 있다. 3차 부문에는 1,235명의 직원이 있으며, 이 부문에는 208개의 기업이 있다. 시정촌 주민은 2,716명으로 일정 정도 고용되었으며, 그중 여성이 전체 노동력의 41.6%를 차지했다.
2008년에는 총 2,354개의 정규직에 상응하는 일자리가 있었다. 1차 부문의 일자리 수는 319개였으며, 그중 316개는 농업에, 2개는 임업 또는 목재 생산에 종사했다. 2차 산업의 일자리 수는 1,262개로 그 중 제조업이 1,122개(88.9%), 건설업이 136개(10.8%)였다. 3차 부문의 일자리 수는 773개였다. 3차 부문의 경우 185개(23.9%)는 도소매 또는 자동차 수리업, 53개(6.9%)는 상품의 이동 및 보관, 106개(13.7%)는 호텔 또는 레스토랑, 15개(1.9%)는 정보 산업에 종사했다. 69개(8.9%)가 보험 또는 금융 산업, 30개(3.9%)가 기술 전문가 또는 과학자, 64개(8.3%)가 교육, 129개(16.7%)가 의료 분야였다.
2000년 기준으로 시정촌으로 출퇴근하는 근로자는 981명, 출퇴근 근로자는 884명이었다. 지자체는 근로자의 순수입 지자체이며, 떠날 때마다 약 1.1명의 근로자가 지자체에 들어간다. 총 1,831명의 근로자(시 전체 근로자 2,812명의 65.1%)가 주미스발트에 거주하고 일했다. 노동 인구의 7.4%가 출퇴근을 위해 대중교통을 이용했고, 51.3%가 자가용을 이용했다.

2013년에 주미스발트의 150,000CHF를 버는 기혼 거주자에 대한 평균 교회, 지방 및 주 세율은 12.0%인 반면 미혼 거주자의 세율은 18.5%였다. 비교를 위해, 전체 주의 모든 지자체에 대한 중앙값은 11.7%와 18.1%이고, 전국 중앙값은 각각 10.6%와 17.4%였다.
2011년에는 시정촌에 총 1,817명의 납세자가 있었다. 그중 374명이 연간 75,000CHF 이상을 벌었다. 1년에 15,000에서 20,000 사이를 버는 사람이 8명 있었다. 가장 많은 수의 근로자인 448명이 연간 50,000~75,000CHF를 벌었다. 주미스발트에 있는 75,000 CHF 이상 그룹의 평균 소득은 113,051 CHF이고, 스위스 전체의 평균은 136,785 CHF였다.
2011년에는 전체 인구의 2.2%가 정부로부터 직접적인 재정 지원을 받았다.

## 국가중요문화재
베렌 여관, 마을 사령부 및 스위스 개혁 교회는 국가적으로 중요한 스위스 문화 유산으로 등재되어 있다. 주미스발트 마을 전체가 스위스 유산 목록의 일부이다.

### 볼거리
마리키르히 교회의 유리창은 후원자와 수호성인을 묘사한다.
오래된 튜턴기사성은 주미스발트 외곽에 있다. 1225년에 병원이 들어선다는 조건으로 성의 이름을 슈피텔로 지었다.
1434년 흑사병 이후 주미스발트의 모든 남자들은 베렌 여관의 큰 테이블에 앉을 수 있었다고 한다.

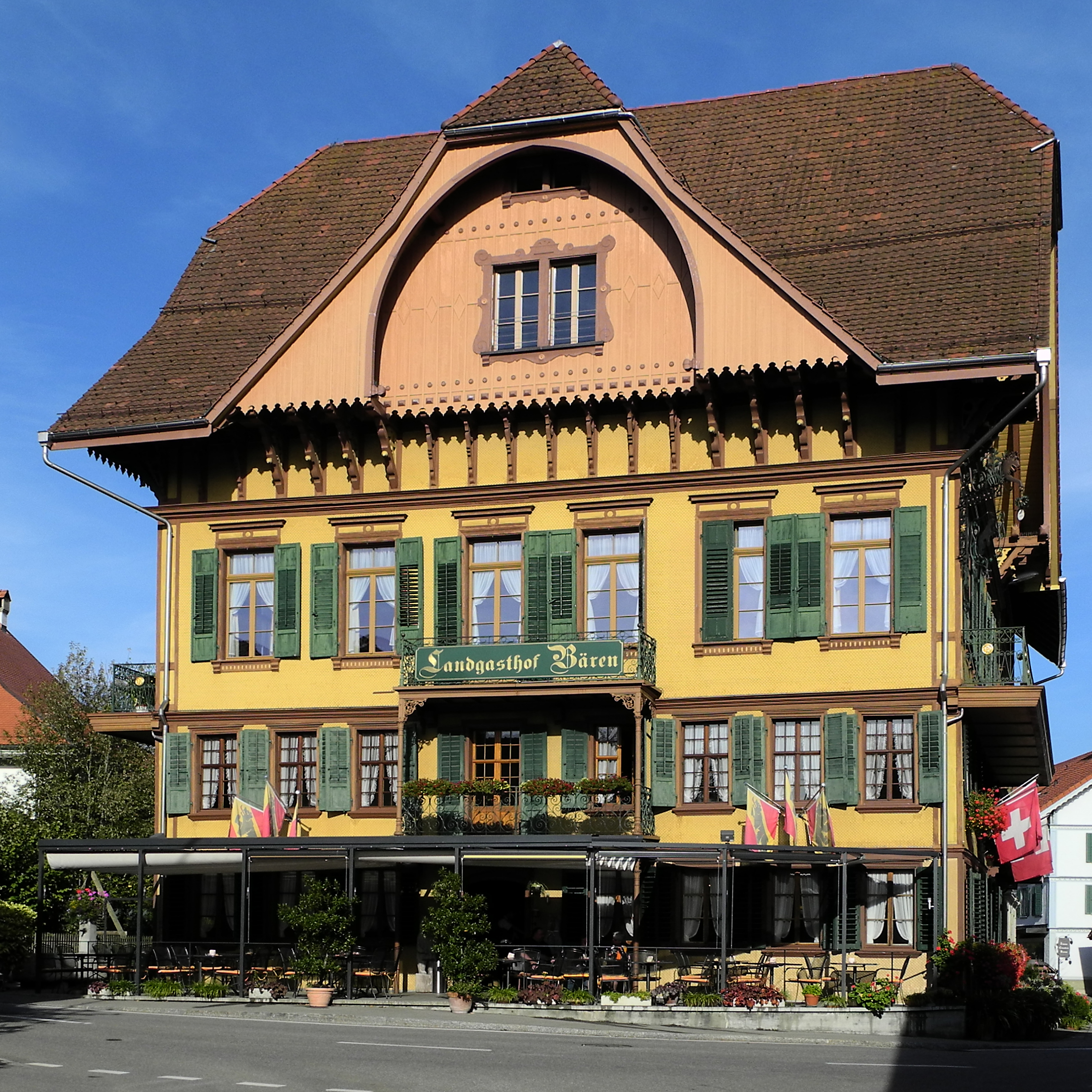
베렌 여관
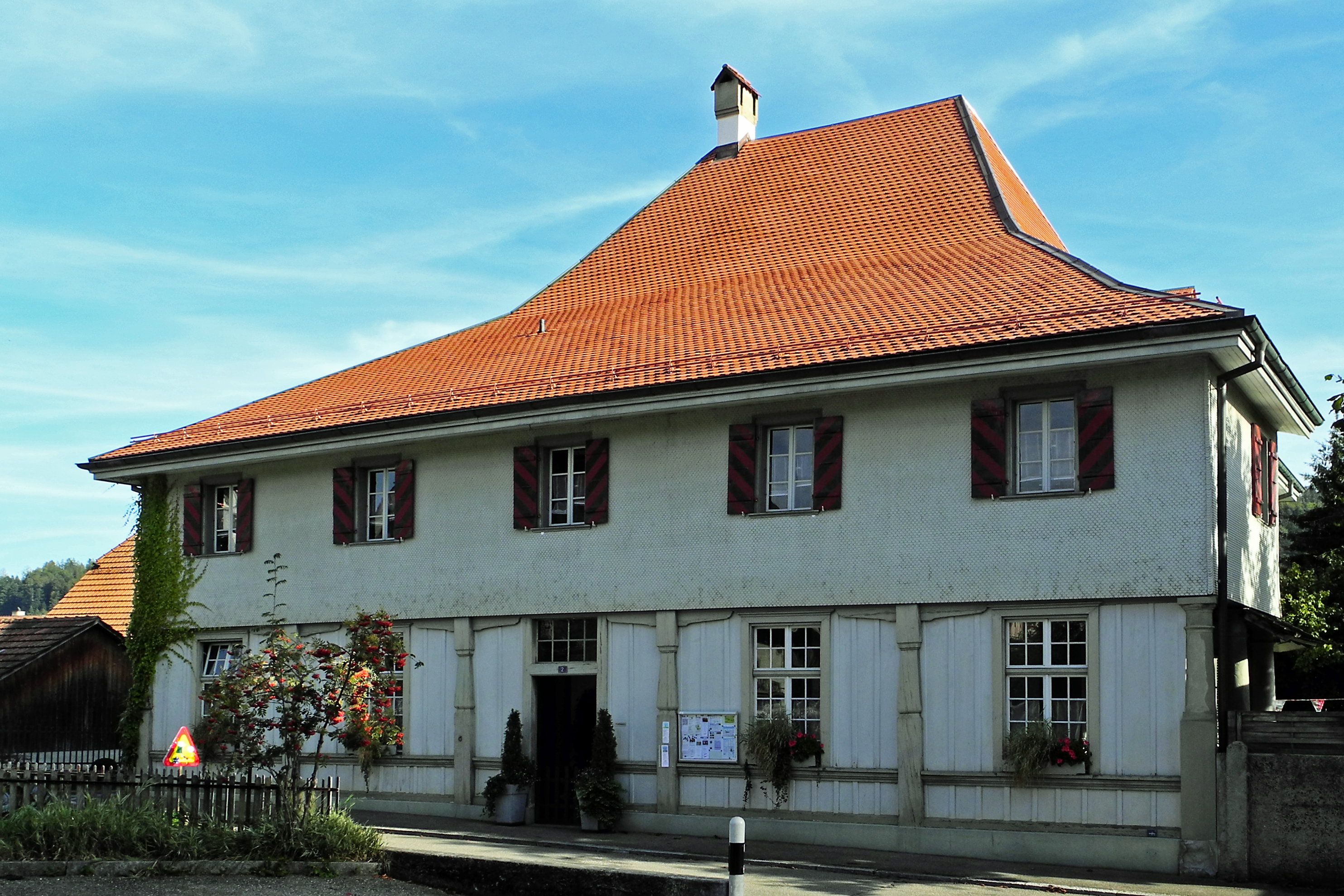
마을 교구목사관
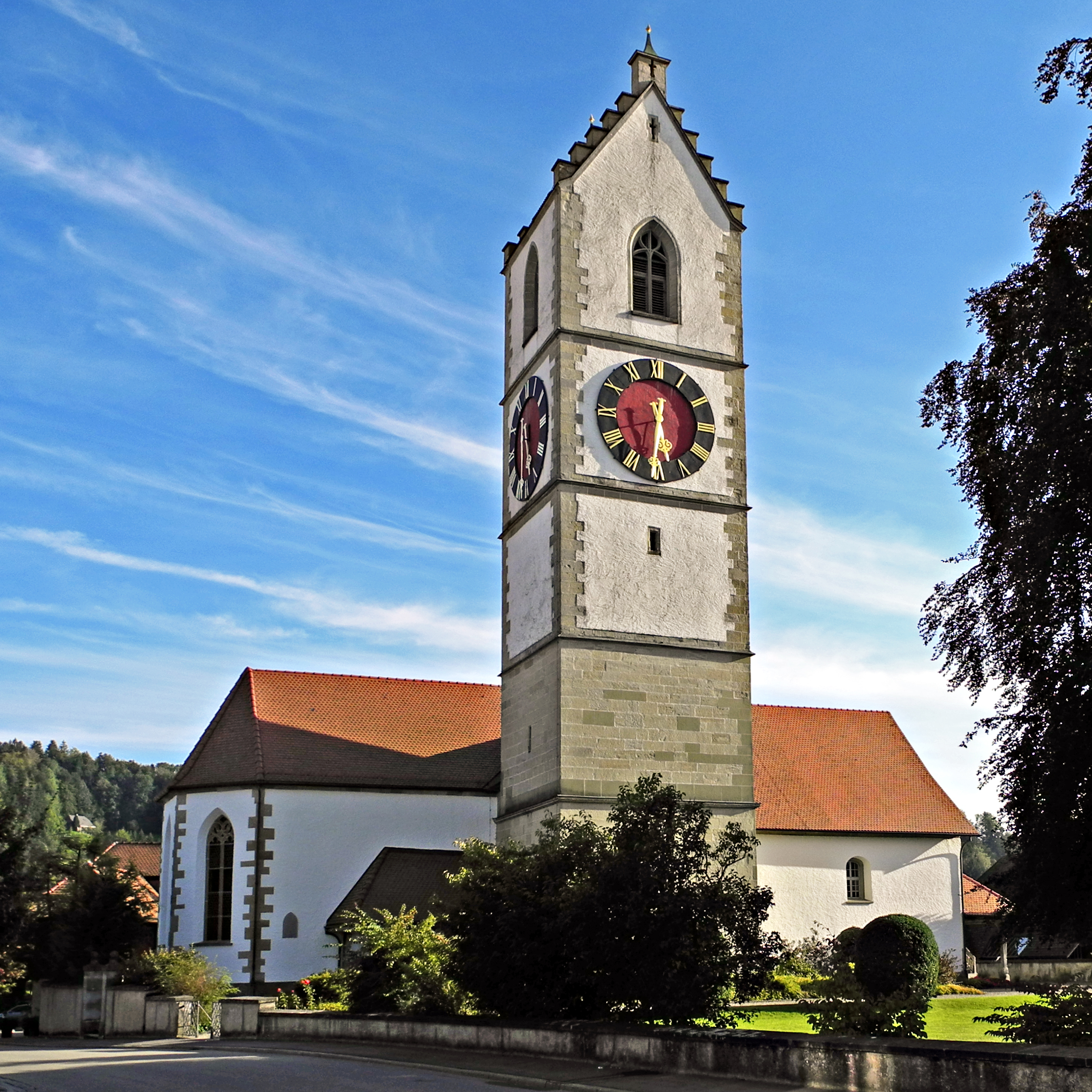
마을 교회
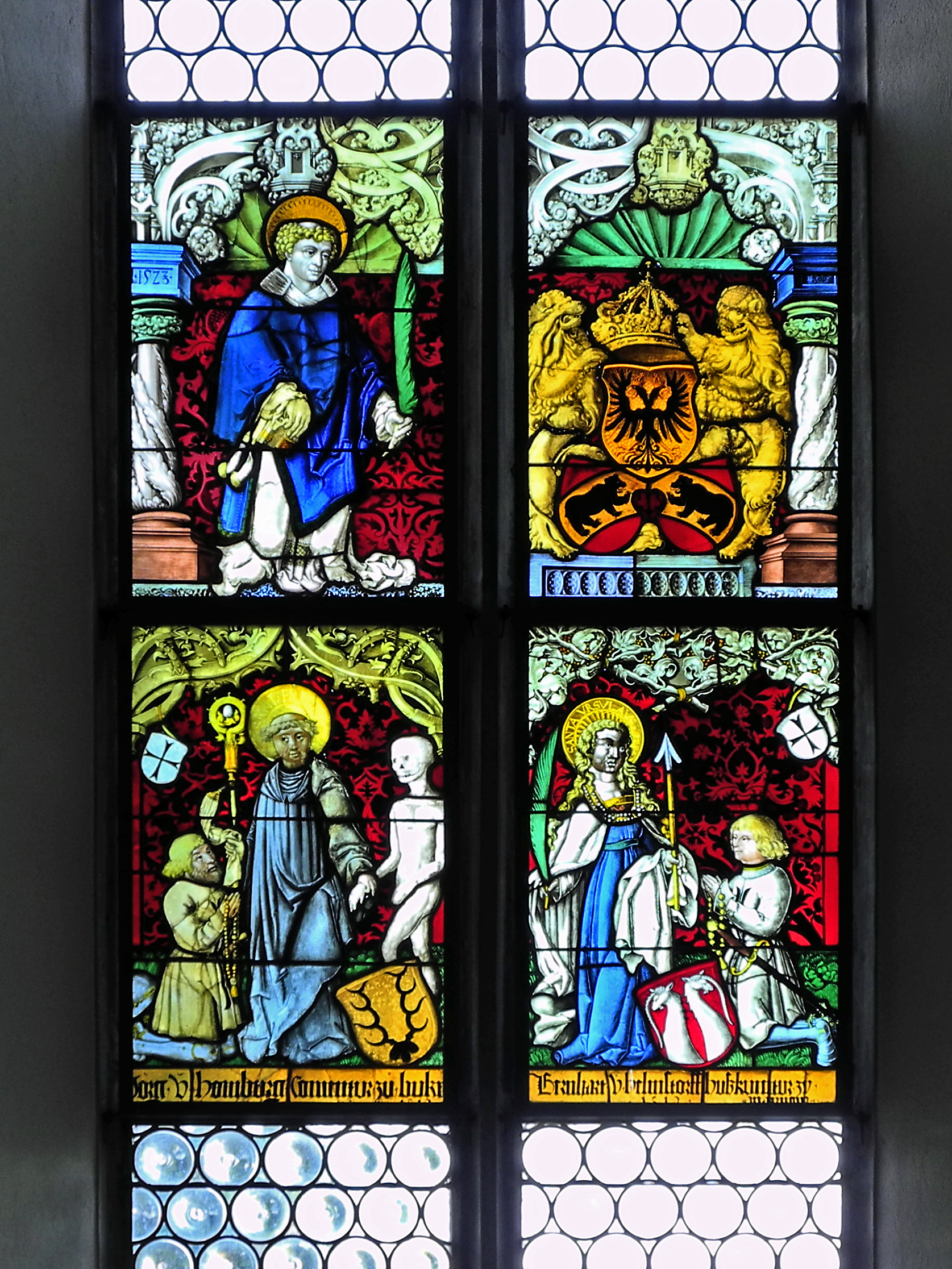
후원자를 그린 교회의 스테인드 글라스 창
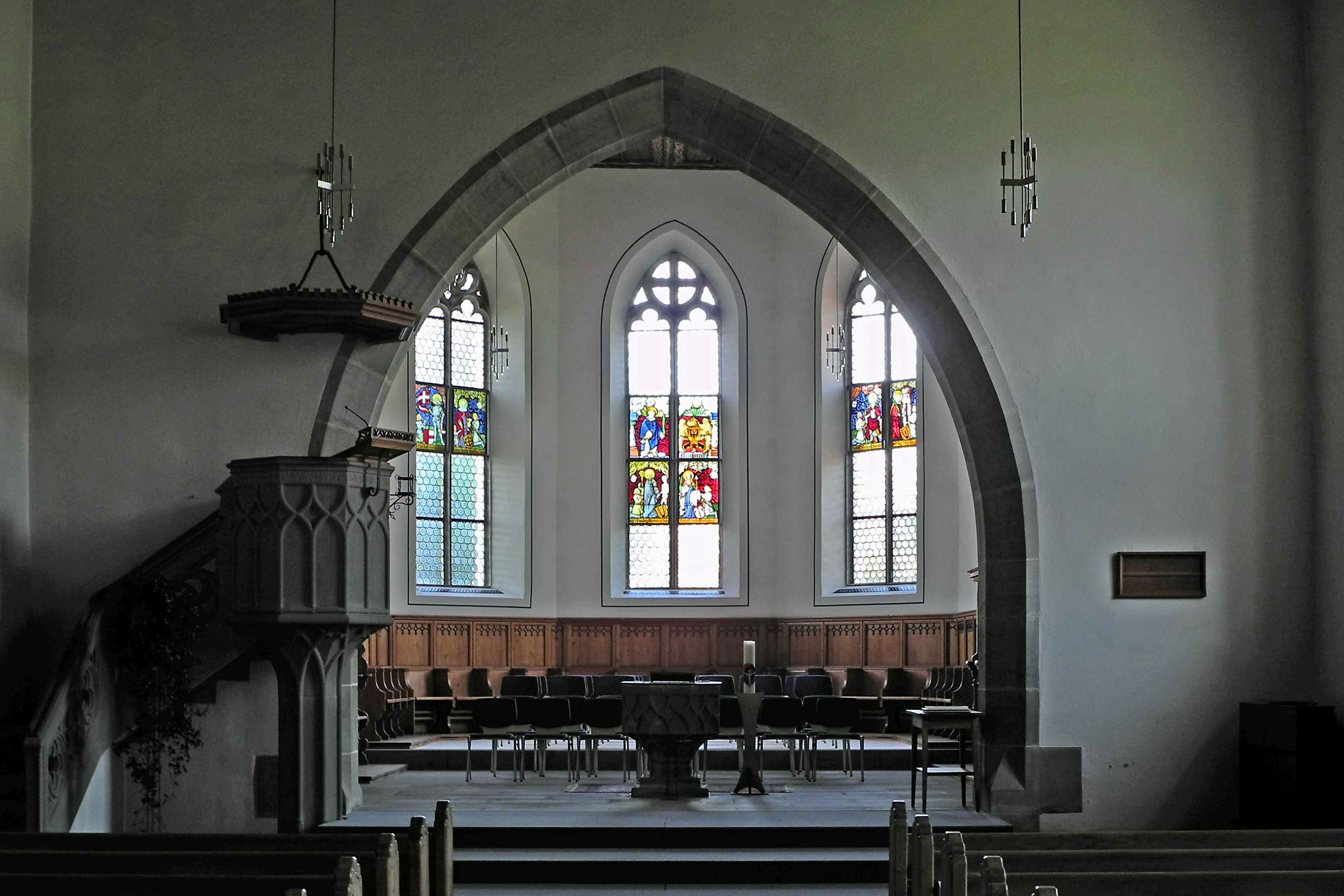
스위스 개혁 교회의 성가대

## 정치
2011년 연방 선거에서 가장 인기 있는 정당은 36.8%의 득표율을 기록한 스위스인민당(SVP) 이었다. 그 다음으로 가장 인기 있는 3개 정당은 보수민주당(BDP) (19.6%), 사회민주당(SP) (11.8%), 스위스 연방민주연합(EDU) (7.2%)이었다. 이번 연방 총선에서는 총 1,795표가 투표되었고, 투표율은 44.7%였다.

## 종교

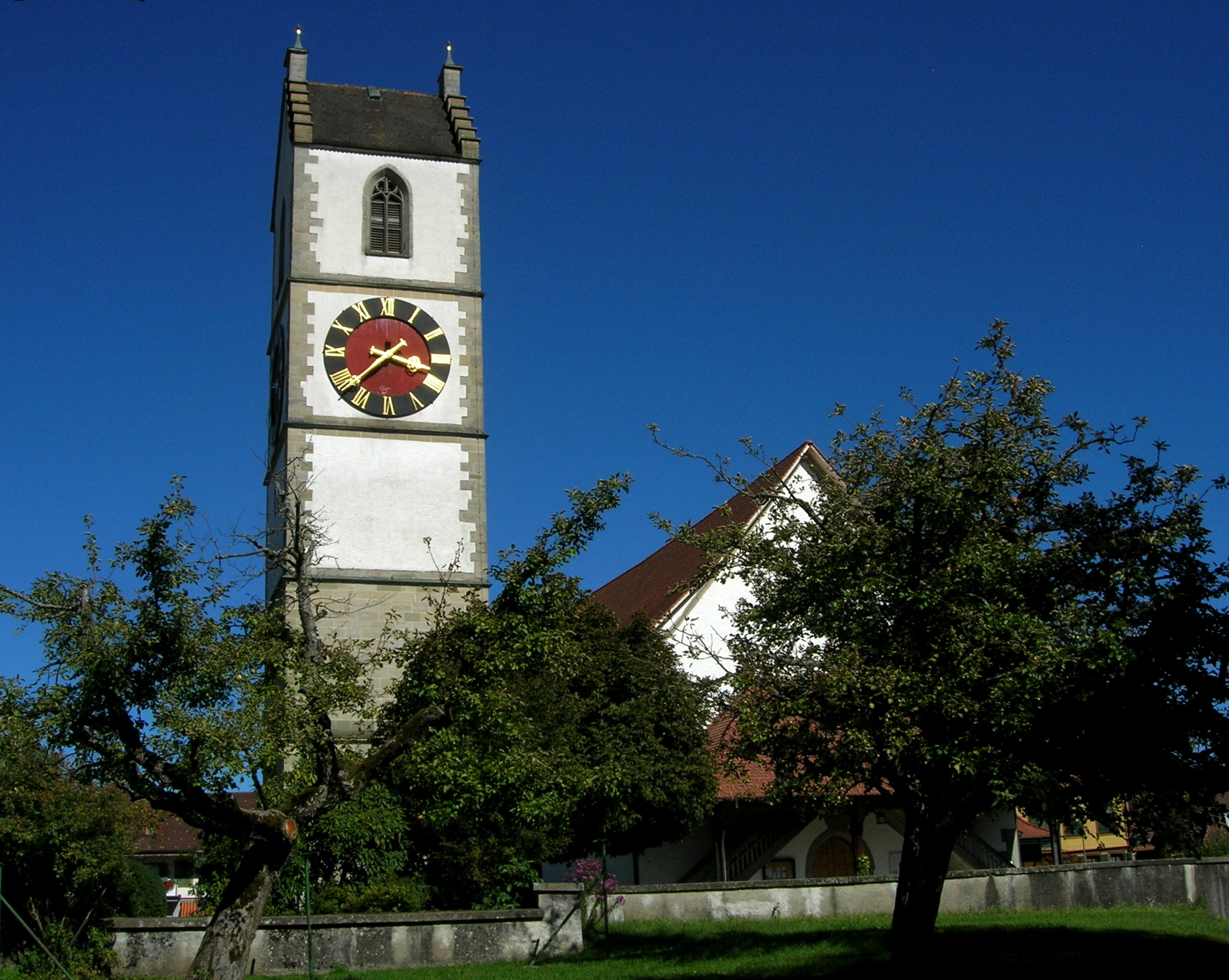
주미스발트 마을 교회

2000년 인구 조사에서 4,258명(80.2%)이 스위스 개혁 교회에 속했고, 227명(4.3%)이 로마 가톨릭 신자였다. 나머지 인구 중 정교회 교인이 35명(0.66%), 천주교 교인 이 2명(0.04%), 154명이 있었다. 다른 기독교 교회에 속한 개인(2.90%). 이슬람교는 142명(2.68%)이었다. 불교 2명, 힌두교 121명 그리고 다른 교회에 속한 3인. 159명(3.00%)이 교회에 속하지 않고, 불가지론자 또는 무신론자이며, 204명(3.84%)이 질문에 대답하지 않았다.

## 교육

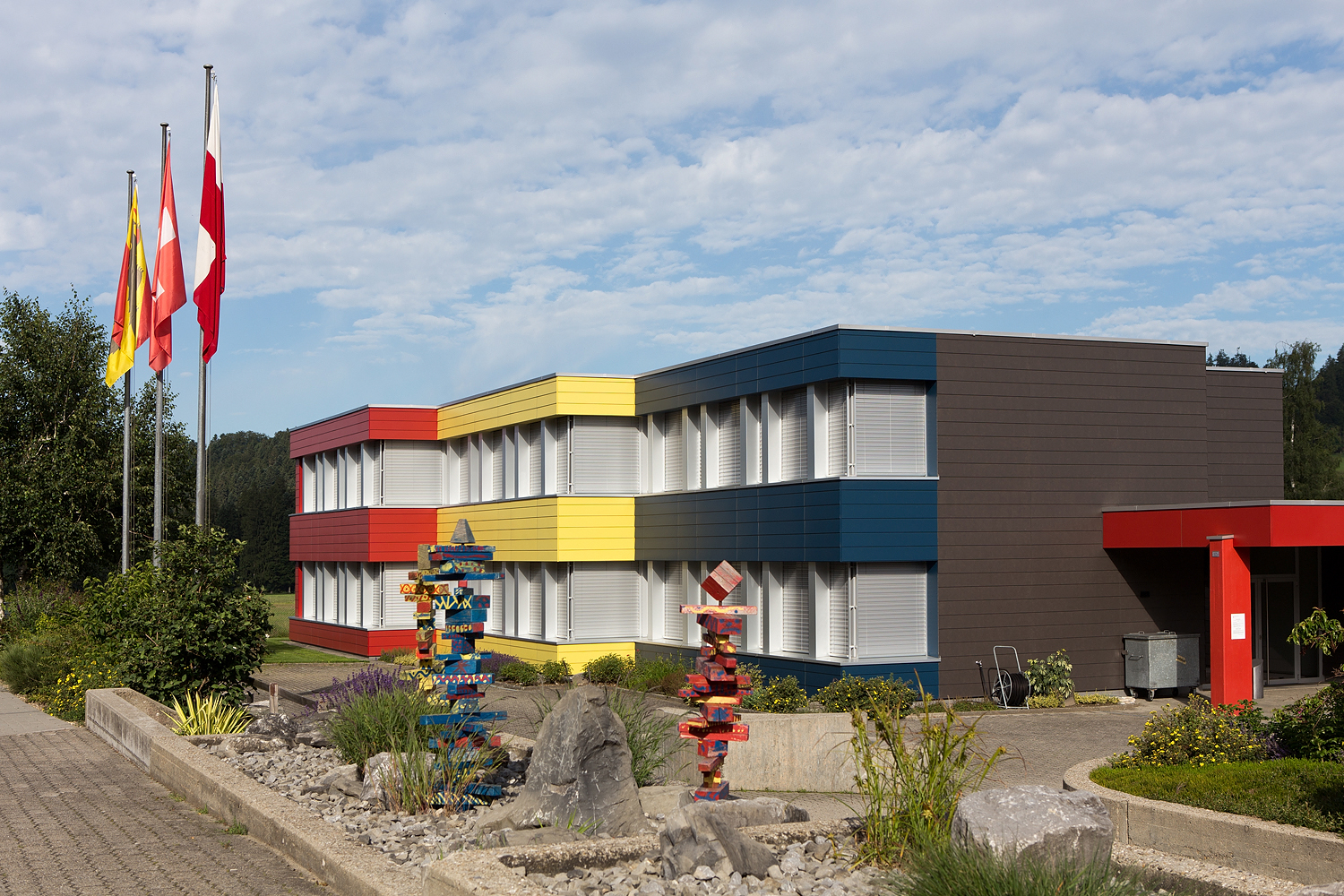
주미스발트의 초등학교

주미스발트에서는 인구의 약 54.6%가 비필수 고등교육을 이수했으며, 13.8%가 추가 고등교육(대학 또는 응용학문대학)을 이수했다. 인구 조사에 나와 있는 어떤 형태의 고등교육을 이수한 447명 중 73.8%가 스위스 남성, 22.6%가 스위스 여성, 2.5%가 비스위스계 남성, 1.1%가 비스위스계 여성이었다.
베른주 학교 시스템은 1년의 의무 없는 유치원, 6년의 초등학교를 제공한다. 이후 3년 동안의 의무적 중학교 과정을 거쳐 학생들을 능력과 적성에 따라 구분한다. 중학교 이하 학생들은 추가 학교에 다니거나 견습생으로 들어갈 수 있다.
2012-13 학년도 동안 주미스발트의 수업에 총 588명의 학생이 참석했다. 시정촌의 독일어 유치원 수업에는 총 103명의 학생이 있었다. 유치원생 중 13.6%는 스위스의 영주권 또는 임시 거주자(시민이 아님)였으며, 18.4%는 교실 언어와 다른 모국어를 사용한다. 시립 초등학교에는 독일어 수업을 듣는 294명의 학생이 있었다. 초등학생 중 4.8%는 스위스의 영주권 또는 임시 거주자(시민권 아님)였으며, 12.9%는 교실 언어와 다른 모국어를 사용한다. 같은 해에 중학교에는 총 191명의 학생이 있었다. 스위스의 영주권자 또는 임시 거주자(시민권이 아님)는 3.7%, 11%였다.
2000년 현재, 시정촌의 모든 학교에 다니는 총 888명의 학생이 있다. 이 중 699명은 지자체에 거주하여 학교에 다녔고 189명은 다른 지자체에서 왔다. 같은 해에 118명이 시외 학교에 다녔다.
주미스발트는 주미스발트 시립 도서관이 있다. 도서관은 (2008년 현재) 9,171권의 책 또는 기타 매체를 보유하고 있으며, 같은 해에 28,437권을 대출했다. 그해에는 주당 평균 8.5시간씩 총 166일을 열었다.